# Cratere Sabatier
Sabatier è un cratere lunare di 9,6 km situato nella parte nord-orientale della faccia visibile della Luna.